# Mohamed Yazidi
Pour les articles homonymes, voir Yazidi.
 (janvier 2014).
Si vous disposez d'ouvrages ou d'articles de référence ou si vous connaissez des sites web de qualité traitant du thème abordé ici, merci de compléter l'article en donnant les références utiles à sa vérifiabilité et en les liant à la section « Notes et références ».
Mohamed Yazidi, né le 14 janvier 1967, est un coureur cycliste tunisien devenu entraîneur de l'équipe de Tunisie de cyclisme.

## Parcours
C'est au sein de l'équipe de l'Association sportive militaire de Tunis qu'il se révèle en 1984. Sa première victoire est obtenue parmi les juniors et en quatrième catégorie lors du Festival de l'oranger de Menzel Bouzelfa en 1985. Il attire alors l'attention du sélectionneur de l'équipe nationale juniors, Mongi Bouhmaira, qui le sélectionne pour les championnats arabes.
La Tunisie termine dernière, le 4 avril 1985, mais Yazidi remporte quatre jours plus tard le championnat de Tunisie de quatrième catégorie, ce qui lui permet de participer au Tour de Tunisie au sein de l'équipe de Tunisie B. Il passe alors au Monopole Athlétique Club (MAC) et réalise une bonne saison 1986-1987 avec le triplé : championnat de Tunisie sur route, du contre-la-montre et aux points.
En 1988, il remporte six victoires dont trois au contre-la-montre et quitte son équipe pour rejoindre celle de Chennoufi Meubles. C'est presque une saison blanche qu'il sauve avec le titre de champion de Tunisie. Il revient ensuite au MAC où il continue sa carrière jusqu'à sa reconversion en qualité d'entraîneur.

## Palmarès

### Coureur
- Champion de Tunisie : 1987, 1989
- Champion de Tunisie du contre-la-montre et aux points : 1987
- Premier aux points du Tour de Tunisie : 1990
- Vainqueur du Tour de Tunisie : 1991 (trois étapes remportées)
- Vainqueur du Tour du Cap Bon : 1991
- Médaille de bronze aux championnats arabes : 1992, 1993
- Médaille de bronze aux Jeux africains : 1995

### Directeur technique de l'équipe nationale
- 2006 : Victoire de trois étapes au Tour du Maroc
- 2007 :
  - Victoire de trois étapes au Tour de Maroc, maillot jaune conservé pendant trois jours
  - Médailles d'or aux championnats arabes en contre-la-montre par équipes, contre-la-montre individuel et sur route
- 2008 : Médaille d'argent aux championnats arabes en contre-la-montre par équipes